# Annette Gerok-Reiter
Annette Gerok-Reiter (* 1961) ist eine deutsche Germanistin und Professorin für Deutsche Literatur des Mittelalters im europäischen Kontext an der Eberhard Karls Universität Tübingen.

## Leben
Gerok-Reiter ist eine Tochter des Mediziners Wolfgang Gerok. Sie studierte Germanistik und Philosophie in Tübingen und Basel. 1992 wurde sie mit einer Arbeit zu Rilkes Sonetten an Orpheus in Tübingen promoviert. Anschließend war sie Postgraduiertenstipendiatin des Graduiertenkollegs „Ars und Scientia im Mittelalter und in der frühen Neuzeit“ (Tübingen) sowie wissenschaftliche Mitarbeiterin in Tübingen und Mainz, wo sie sich 2004 mit einer Studie zur mittelhochdeutschen Epik (Individualität. Studien zu einem umstrittenen Phänomen mittelhochdeutscher Epik, Tübingen, Basel 2006) habilitierte. 2008 nahm sie einen Ruf auf eine Professur für Ältere Deutsche Literatur und Sprache an der FU Berlin an. Seit 2010 ist sie Professorin für Deutsche Literatur des Mittelalters im europäischen Kontext (W 3) an der Universität Tübingen. Einen Ruf an die Georg-August-Universität Göttingen lehnte Gerok-Reiter 2015 ab.
Ihre Forschungsschwerpunkte liegen im Bereich der Ästhetik, historischen Poetologie und Semantik, der Anthropologie und Emotionsforschung sowie der ästhetischen Inszenierung von Wissensordnungen. Minnesang, der höfische Roman sowie der frühneuzeitliche Prosaroman bilden weitere Kernthemen ihrer Forschung.
Gerok-Reiter ist Sprecherin des DFG-Graduiertenkollegs 1662 „Religiöses Wissen im vormodernen Europa (800–1800)“ sowie des Promotionsverbundes „Die andere Ästhetik“. Sie ist seit 2013 ordentliches Mitglied der Heidelberger Akademie der Wissenschaften. Seit 2020 ist sie Sprecherin des Sonderforschungsbereichs 1391 „Andere Ästhetik“.

## Publikationen
- Wink und Wandlung. Komposition und Poetik in Rilkes ´Sonette an Orpheus´, Tübingen 1996 (Studien zur deutschen Literatur 140).
- Individualität. Studien zu einem umstrittenen Phänomen mittelhochdeutscher Epik, Tübingen, Basel 2006 (Bibliotheca Germanica 51).
- Matthias Däumer, Annette Gerok-Reiter, Friedemann Kreuder (Hgg.), Unorte. Spielarten einer verlorenen Verortung. Kulturwissenschaftliche Perspektiven (Mainzer Historische Kulturwissenschaften 3), Bielefeld 2010.
- Annette Gerok-Reiter, Christine Walde (Hgg.), Traum und Vision in der Vormoderne. Traditionen, Diskussionen, Perspektiven, Berlin 2011.
- Die ‚Kunst der vuoge‛: Stil als relationale Kategorie. Überlegungen zum Minnesang, in: Elizabeth Andersen, Ricarda Bauscke-Hartung, Nicola McLelland, Silvia Reuvekamp (Hgg.), Literarischer Stil. Mittelalterliche Dichtung zwischen Konvention und Innovation. Schriften des XXII. Anglo-German Colloquium Düsseldorf, Berlin u. a. 2015, S. 97–118.
- [mit Franziska Hammer] Spatial Turn/Raumforschung, in: Christiane Ackermann, Michael Egerding (Hgg.), Literatur- und Kulturtheorien in der Germanistischen Mediävistik. Ein Handbuch, Berlin u. a. 2015, S. 481–516.
- Vom Sinn und Unsinn, sich mit dem Frühen Minnesang zu beschäftigen, in: Heidelberger Akademie der Wissenschaften. Jahrbuch 2015, hg. von der Heidelberger Akademie der Wissenschaften, Heidelberg 2016, S. 65–67.
- Gestufte Lehre. Thema und Variation bei Mechthild von Magdeburg, in: Nicola McLelland, Henrike Lähnemann, Nine Miedema (Hgg.): Lehren, Lernen und Bilden in der deutschen Literatur des Mittelalters (XXIII. Anglo-German-Colloquium, 4.–8. September 2013), Tübingen 2017, S. 155–169.
- Ästhetik der Polyphonie. Der frühe deutschsprachige Minnesang als Austragungsort kultureller Diversität, in: Ingrid Kasten, Laura Auteri (Hgg.), Transkulturalität und Translation. Literaturwissenschaftliche Mediävistik heute. Festschrift John Greenfield, Berlin/Boston 2017, S. 29–47.